# Friedrich von Hammerstein-Equord
Freiherr Friedrich Georg Christoph Clamor von Hammerstein(-Equord)  (* 5. November 1775 auf dem Gut Equord bei Hildesheim; † 8. April 1851 in Zellerfeld (Harz)) war ein hannoverischer Oberforstmeister und zuletzt forsttechnischer Chef in der Berghauptmannschaft Claustal. Er verbesserte die Stellung der Forstbeamten und verbesserte die Organisation der Forste im Harz. Zur Erinnerung an ihn wurde eine Klippe am Bruchberg im Anfang des Sösetales nach ihm benannt, ebenfalls der Aussichtspunkt Hammersteins Lindenpunct.

## Herkunft
Er entstammt dem alten rheinischen Adelsgeschlecht Hammerstein. Seine Eltern waren der Kammerherr August von Hammerstein (1734–1813) und dessen Ehefrau Henriette von Münster (1752–1796). Seine Brüder waren: Generalleutnant Hans Georg (1771–1841), Generalleutnant William Friedrich (1785–1861), Oberforstdirektor Carl (1782–1867).

## Leben
Friedrich erlebte seine Jugend auf den Familien-Gütern, Hildesheim und Osnabrück. Seine Schulbildung erhielt er durch Hauslehrer. Anschließend ging er auf die Universität Rinteln, nach seinem Abschluss ging er als Jagdjunker in kurhessische Dienste. Das Hofleben behagte ihm aber nicht. Er ging daher nach Lauterberg im Harz, wo er sich unter Leitung des Forstinspektors Hase zum Forstmann ausbildete. Im Jahr 1797 ging er in hannoversche Dienste, wo er Oberforstamtsauditor wurde, aber bald wurde er mit der provisorischen Verwaltung der Inspektion Düshorn im Celle'schen beauftragt. Er war so erfolgreich, dass er die Aufmerksamkeit der Domänenkammer erweckte.
Er wurde zum Forstjunker ernannt und um den Harzforstdienst kennen zu lernen, verbrachte er einige Zeit in Clausthal. 1800 wurde er zum Oberförster und Chef der Inspektion Zellerfeld ernannt. 1806 wurde er zum Forstmeister und vertauschte seine Inspektion mit der von Clausthal. Bereits 1803 wurde Kurhannover mit der Konvention von Artlenburg besetzt. Nach dem Vierten Koalitionskrieg wurde Kurhannover 1806 dem neu geschaffenen Königreich Westphalen zugeschlagen. Hammerstein wurde nun Conservateur des eaux et des forêts. Er lebte zunächst in Osnabrück, später in Rinteln.
Sein Leben bekam eine dramatische Wendung, als er im September 1813 verhaftet wurde. Hintergrund war, dass sein Bruder Wilhelm nach der Schlacht bei Dresden mit seinem Regiment zu den Österreichern übergelaufen war. Zusammen mit zwei Brüdern wurde Hammerstein in Kassel interniert. Als am 30. September 1813 der russische General Czernitscheff Kassel besetzte, konnte Hammerstein aus dem Gefängnis fliehen. Er versteckte sich mehrere Tage lang im Reinhardswald.
Nach der Völkerschlacht bei Leipzig meldete er sich wieder bei der hannoverischen Regierung. Er kam als Major zur Armee und machte die Feldzüge von 1814 und 1815 mit. Nach der Schlacht von Waterloo wurde er zum Oberstlieutenant befördert. Er verließ 1819 den Militärdienst und widmete sich wieder dem Forstdienst. Er kam wieder in den Harz nach Clausthal und wurde 1824 Oberforstmeister. 1837 wurde er gegen den Willen des Finanzministers Schulte und höherer Bergbaubeamten forsttechnischer Chef im Kollegium der Berghauptmannschaft. Auch die Bergbeamten leisteten Widerstand, ungeachtet dessen feierte er 1847 dort sein 50-jähriges Dienstjubiläum. Anfang 1849 nahm er wegen zunehmender Kränklichkeit seinen Abschied.
Hammerstein galt als ein tüchtiger, praktischer Forstmann und ausgezeichneter Beamter, dabei ein Edelmann im wahren Sinne des Worts. Er verbesserte die finanzielle Stellung der Forstbeamten, machte sie unabhängiger von der Bergbehörde, förderte das forstliche Taxationswesen und den Wegebau der Harzforste und griff nach allen Richtungen hin verbessernd und unterstützend in die Wirtschaft ein.

## Familie
Hammerstein heiratete am 19. April 1802 Dorothea von dem Bussche (* 27. Oktober 1777; † 1. November 1846), Tochter von Georg Wilhelm von dem Bussche. Das Paar hatte mehrere Kinder:
- Mathilde Auguste (* 19. April 1804; † 28. Dezember 1864) ⚭ 1825  Edmund von Berg (* 30. November 1800; † 20. Juni 1874)
- Arnold Hans Georg Ludwig (* 29. Dezember 1805; † 28. Dezember 1880) ⚭ 1851 Auguste Friederike von Einem (*  29. November 1820; † 22. Januar 1858)
- Otto Hans Werner Friedrich Karl Wilhelm (* 20. Dezember 1812; † 4. September 1891) ⚭ 1853 Freiin Auguste von Buttlar-Ziegenberg (* 21. April 1825; † 30. Juli 1886)
- Adolf Friedrich (*  20. November 1814; † 13. Mai 1894) ⚭ 1855 Klothilde Wilhelmine Emilie Bock von Wülfingen (* 11. Dezember 1831)
- Irmgard Caroline (* 19. Januar 1807) ⚭ 1826 Gottfried von Einem († 3 Sept 1850)
- Thusnelda Sophie (* 15. August 1808) ⚭ 1837 Graf Edmund von Bernstorff
- Hildebert Hans (* 27. April 1817) Premier-Lieutenant
- Clotilde Henriette (* 3. Oktober 1818)
- Ida Elisabeth (* 25. Februar 1820) ⚭ 1846 Wilhelm Schwake (* 29. April 1814), hann. Forstmeister in Clausthal
- Agnes Friederike (* 20. Mai 1821)